# La Paz (Colonia)
La Paz ist eine Ortschaft in Uruguay.

## Geographie
Sie befindet sich auf dem Gebiet des Departamento Colonia in dessen Sektor 4. La Paz liegt dabei in der Cuchilla Sarandi einige Kilometer südöstlich von Rosario bzw. westlich von Colonia Valdense. Westlich des Ortes fließt der Río Rosario gen Süden zur dortigen Küste des Río de la Plata.

## Infrastruktur
Nördlich des Ortes führt die Ruta 1 entlang.

## Einwohner
Der Ort hatte bei der Volkszählung im Jahr 2011 603 Einwohner, davon 303 männliche und 300 weibliche Einwohner
| Jahr | Einwohner |
| ---- | --------- |
| 1963 | 535       |
| 1975 | 542       |
| 1985 | 544       |
| 1996 | 644       |
| 2004 | 653       |
| 2011 | 603       |

Quelle: Instituto Nacional de Estadística de Uruguay